# Liminka

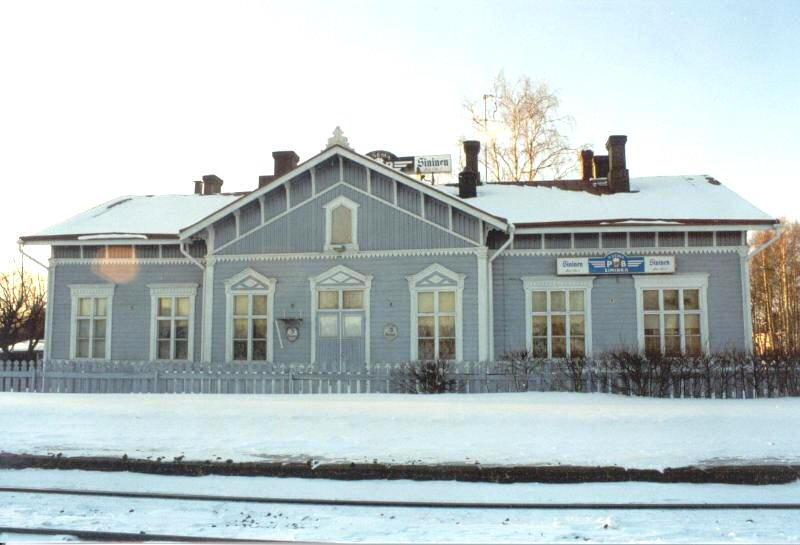
Železniční stanice v Limince

Liminka (švédsky Limingo) je obec v provincii Severní Pohjanmaa. Obec leží asi 25 km jižně od Oulu. Byla založena už roku 1477 a dnes se rozkládá na území o rozloze 643,59 km² (včetně mořských oblastí), z čehož je necelých 5 km² vodních ploch. Populace Liminky čítá 7 482 lidí (2005) Hustota zalidnění je 10,1 obyvatel na km². Liminský záliv (Liminganlahti) je známým rájem různých ptačích druhů.